# Eduard Markarov
Pour les articles homonymes, voir Markarov.
Eduard Artyomovich Markarov (russe : Эдуард Артёмович Маркаров), né le 20 juin 1942 à Bakou en Azerbaïdjan (à l'époque en URSS), est un ancien joueur international soviétique et aujourd'hui entraîneur de football arménien.

## Biographie
Il est l'entraîneur de l'équipe d'Arménie de 1992 à 1994. 
Il a également joué trois matchs avec l'équipe d'URSS. Il participe à la coupe du monde de football 1966.

## Statistiques
| Saison                | Club                  | Championnat           | Championnat | Championnat | Coupe(s) nationale(s) | Coupe(s) nationale(s) | Compétition(s) continentale(s) | Compétition(s) continentale(s) | Compétition(s) continentale(s) | Total | Total |
| Saison                | Club                  | Division              | M.          | B.          | M.                    | B.                    | Comp.                          | M.                             | B.                             | M.    | B.    |
| 1961                  | Neftianik Bakou       | D1                    | 11          | 1           | -                     | -                     | -                              | -                              | -                              | 11    | 1     |
| 1962                  | Neftianik Bakou       | D1                    | 30          | 16          | 1                     | 0                     | -                              | -                              | -                              | 31    | 16    |
| 1963                  | Neftianik Bakou       | D1                    | 37          | 12          | -                     | -                     | -                              | -                              | -                              | 37    | 12    |
| 1964                  | Neftianik Bakou       | D1                    | 27          | 8           | -                     | -                     | -                              | -                              | -                              | 27    | 8     |
| 1965                  | Neftianik Bakou       | D1                    | 31          | 10          | -                     | -                     | -                              | -                              | -                              | 31    | 10    |
| 1966                  | Neftianik Bakou       | D1                    | 26          | 12          | -                     | -                     | -                              | -                              | -                              | 26    | 12    |
| 1967                  | Neftianik Bakou       | D1                    | 31          | 14          | 5                     | 3                     | -                              | -                              | -                              | 36    | 17    |
| 1968                  | Neftchi Bakou         | D1                    | 25          | 7           | 4                     | 3                     | -                              | -                              | -                              | 29    | 10    |
| 1969                  | Neftchi Bakou         | D1                    | 14          | 5           | -                     | -                     | -                              | -                              | -                              | 14    | 5     |
| 1970                  | Neftchi Bakou         | D1                    | 19          | 3           | 3                     | 2                     | -                              | -                              | -                              | 22    | 5     |
| Sous-total            | Sous-total            | Sous-total            | 251         | 88          | 13                    | 8                     | -                              | -                              | -                              | 264   | 96    |
| 1971                  | Ararat Erevan         | D1                    | 25          | 14          | 4                     | 1                     | -                              | -                              | -                              | 29    | 15    |
| 1972                  | Ararat Erevan         | D1                    | 22          | 2           | 2                     | 0                     | C3                             | 4                              | 2                              | 28    | 4     |
| 1973                  | Ararat Erevan         | D1                    | 24          | 10          | 8                     | 5                     | -                              | -                              | -                              | 32    | 15    |
| 1974                  | Ararat Erevan         | D1                    | 21          | 5           | 5                     | 2                     | C1                             | 3                              | 5                              | 29    | 12    |
| 1975                  | Ararat Erevan         | D1                    | 27          | 10          | 5                     | 2                     | C1+C2                          | 2+4                            | 0+5                            | 38    | 17    |
| Sous-total            | Sous-total            | Sous-total            | 119         | 41          | 24                    | 10                    | -                              | 13                             | 12                             | 156   | 63    |
| Total sur la carrière | Total sur la carrière | Total sur la carrière | 370         | 129         | 37                    | 18                    | -                              | 13                             | 12                             | 420   | 159   |

## Palmarès
| Joueur Union soviétique - Quatrième de la Coupe du monde 1966. Ararat Erevan - Champion d'Union soviétique en 1973. - Vainqueur de la Coupe d'Union soviétique en 1973 et 1975. |  | Entraîneur Homenmen Beyrouth - Vainqueur de la Coupe Élite du Liban en 1999. Mika Ashtarak - Vainqueur de la Coupe d'Arménie en 2000 et 2001. |